# Radulinus asprellus
Radulinus asprellus es una especie de peces perteneciente a la familia de los cótidos.

## Descripción
Tiene unos 15 cm de longitud máxima.

## Hábitat
Es un pez marino, demersal y de clima subtropical que vive entre 18 y 284 m de profundidad.

## Distribución geográfica
Se encuentra en el Pacífico oriental: desde la isla Amchitka (islas Aleutianas) hasta el norte de Baja California (México).

## Observaciones
Es inofensivo para los humanos.